# William Sterling Parsons

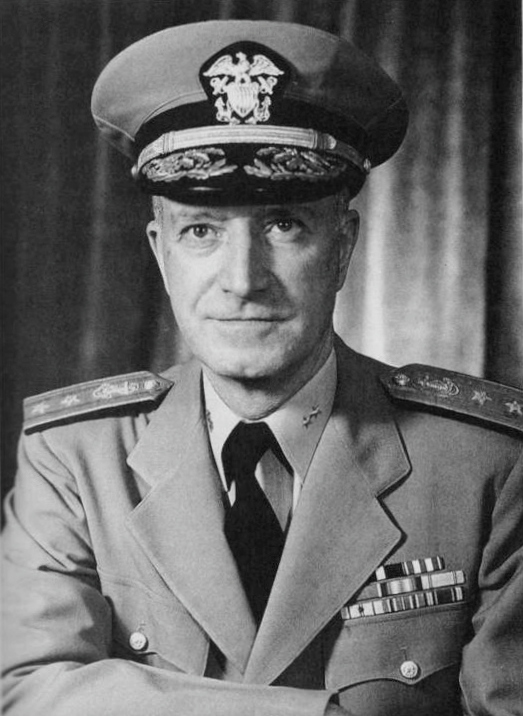
William S. Parsons

William Sterling "Deak" Parsons (Chicago, 26 de novembro de 1901 - Bethesda, 5 de dezembro de 1953) foi um oficial da Marinha dos Estados Unidos que trabalhou como especialista de munições no Projeto Manhattan durante a Segunda Guerra Mundial. Ele é mais conhecido por ser quem preparou a detonação da bomba atômica Little Boy, que foi lançada pelo avião Enola Gay sobre a cidade de Hiroshima, no Japão, em 1945.
Parsons graduou-se em 1922 na Academia Naval dos Estados Unidos e serviu em vários navios de guerra, começando com o navio de guerra USS Idaho. Ele foi treinado em material bélico e estudou balística. Em julho de 1933, Parsons se tornou agente de ligação entre o Bureau of Ordnance (BuOrd) e o Laboratório de Pesquisa Naval dos Estados Unidos. Interessou-se por radar e foi um dos primeiros a reconhecer o potencial da tecnologia para localizar navios e aeronaves, além de até mesmo acompanhar bombas em voo. Em setembro de 1940, Parsons e Merle Tuve do Comitê de Pesquisa de Defesa Nacional começaram a trabalhar no desenvolvimento da espoleta de proximidade, uma espoleta acionada por radar que iria explodir uma bomba na proximidade do alvo. A espoleta, eventualmente conhecido como o fusível VT (tempo variável) Mark 32, entrou em produção em 1942. Parsons estava presente quando o USS Helena derrubou o primeiro avião inimigo com uma espoleta VT nas Ilhas Salomão, em janeiro de 1943.
Em junho de 1943, Parsons se juntou ao Projeto Manhattan como Diretor Associado do Laboratório Nacional de Los Alamos, no Novo México, sob a liderança de J. Robert Oppenheimer. Parsons tornou-se responsável pelas munições do projeto, incluindo a concepção e o teste dos componentes não-nucleares das armas nucleares. Ele também foi responsável pelo programa de lançamento, cujo codinome era Projeto Alberta. Em agosto de 1945 ele participou do bombardeio de Hiroshima como o responsável por detonar a bomba atômica Little Boy no B-29 Enola Gay. Durante o voo para Hiroshima, Parsons subiu no compartimento de bombas para carregar a carga de pó, para evitar a possibilidade de uma explosão nuclear, caso a aeronave caísse na decolagem. Ele foi condecorado com a Silver Star por sua parte na missão.
Após a guerra, Parsons foi promovido ao posto de contra-almirante, sem nunca ter comandado um navio. Participou da Operação Crossroads, os testes de armas nucleares no atol de Bikini, em 1946, e mais tarde dos testes durante a Operação Sandstone, no atol Enewetak, em 1948. Em 1947 tornou-se vice-comandante do Projeto de Armas Especiais para as Forças Armadas. Parsons morreu depois de um ataque cardíaco em 5 de dezembro de 1953.

## Bibliográficas
- Christman, Albert B. (1998). Target Hiroshima: Deak Parsons and the Creation of the Atomic Bomb. Annapolis, Maryland: Naval Institute Press. ISBN 1-55750-120-3. OCLC 38257982
- Furer, Julius Augustus (1959). Administration of the Navy Department in World War II. Washington, DC: US Government Printing Office. OCLC 1915787